# بسته از هر سو
بسته از هر سو (اسپانیایی: A ciegas‎) یک فیلم عاشقانه دلهره‌آور به کارگردانی دانیل کالپارسورو است که در سال ۱۹۹۷ منتشر شد. این فیلم نامزد دریافت شیر طلایی ۵۴مین دورهٔ جشنواره فیلم ونیز بود که آنرا در رقابت با فیلم عاشقانه آتش‌بازی به کارگردانی تاکشی کیتانو، بدان واگذار کرد. از بازیگران این فیلم می‌توان به نایوا نیمری، رامون بارئا، النا ایروئتا و ماریبی بیلبائو اشاره کرد.